# Roland Fryer

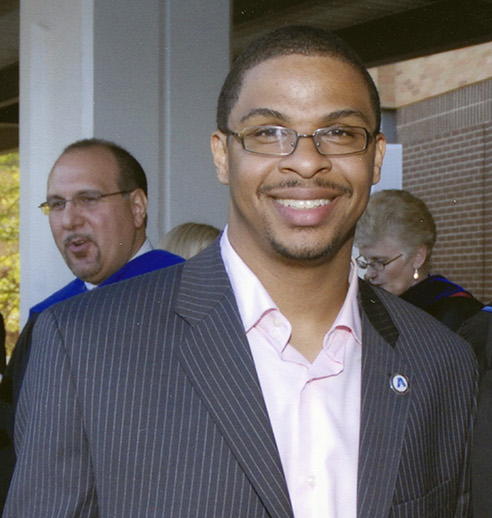
Roland Fryer

Roland Gerhard Fryer, Jr. (* 4. Juni 1977) ist ein US-amerikanischer Ökonom und Hochschullehrer an der Harvard University, wo er die Robert M. Beren-Professur für Volkswirtschaftslehre innehat. Fryers Forschungsschwerpunkt konzentriert sich auf die Sozialökonomie, die Anwendung ökonomischer Theorie und insbesondere angewandte Mikroökonomie. 2008 wurde Fryer für seine sozialökonomische Forschung zu den Ursachen der unterdurchschnittlichen Wirtschaftsleistung von Afroamerikanern durch den Economist zu einem von acht Top-Nachwuchsökonomen gewählt. Des Weiteren wurde Fryer 2011 für seine Arbeit zu den Ursachen und Folgen ethnischer Zugehörigkeit und wirtschaftlicher Ungleichheit für die Vermögensverteilung in der amerikanischen Gesellschaft zu einem Fellow der MacArthur Foundation gekürt.

## Ausbildung
Nachdem Fryer 1998 einen B.A. in Volkswirtschaftslehre mit der Note magna cum laude von der University of Texas, Arlington erhalten hatte, wechselte er an die Pennsylvania State University. Von dieser bekam er 2002 für seine Dissertation "Mathematische Modelle von Diskriminierung und Ungleichheit" (Mathematical Models of Discrimination and Inequality), beaufsichtigt durch Tomas Sjöström, einen Ph.D. in VWL verliehen.

## Beruflicher Werdegang
Nach seiner Promotion an der Pennsylvania State University arbeitete Fryer von 2003 bis 2006 als Junior Fellow für die Harvard Society of Fellows der Harvard University. Gleichzeitig begann er als Research Associate für das National Bureau of Economic Research zu arbeiten. 2006 nahm Fryer dann eine Stelle als Assistant Professor für VWL an der Harvard University an, wo er 2007 zum vollwertigen Professor befördert wurde und 2009 die M. Beren-Professur für Volkswirtschaftslehre übertragen bekam. Zudem ist Fryer seit 2006 ein Faculty Associate des Institute for Quantitative Social Science und war von 2006 bis 2008 stellvertretender Direktor des Du Bois Institute for African and African-American Research. 2008 gründete er an der Harvard University das Education Innovation Laboratory, ein Forschungszentrum, welches sich der Schließung der Lücke zwischen den Bildungsleistungen verschiedenen Schüler- und Studentengruppen (z. B. differenziert nach Geschlecht, ethnischer Herkunft, sozioökonomischer Herkunft etc.) widmet.
2015 wurde Fryer in die American Academy of Arts and Sciences gewählt und erhielt die John Bates Clark Medal.
Aufgrund von 2018 erhobenen Vorwürfen wegen Verstößen wegen sexueller Belästigung nach Title IX wurde er 2019 für 2 Jahre ohne Bezahlung suspendiert und sein Education Innovation Laboratory von Harvard geschlossen.

## Forschung
Gemäß der wirtschaftswissenschaftlichen Publikationsdatenbank IDEAS gehört Fryer im Gesamtranking zu den 5 % der forschungsstärksten Ökonomen (Rang 1711). Der am meisten zitierte, zusammen mit Steven Levitt verfasste Artikel Fryers trägt den Titel Understanding the Black-White Test Score Gap in the First Two Years of School (2004). In diesem Artikel untersuchen Fryer und Levitt die Ursachen der Unterschiede zwischen den Bildungsleistungen afroamerikanischer und weißer Schüler und können nachweisen, dass die Unterschiede beider Gruppen im Kindergarten nicht signifikant sind, afroamerikanische Schüler jedoch während der ersten beiden Schuljahre wesentlich hinter weißen Schülern zurückfallen. Weiterhin finden sie Hinweise darauf, dass Unterschiede in der Schulqualität einen wichtigen Teil der Leistungsunterschiede erklären, aber auch dass alternative Hypothesen durch die Studie empirisch nicht belegt sind.
Im Jahr 2016 veröffentlichte Fryer ein Arbeitspapier, in dem er zu dem Schluss kam, Minderheiten (Afroamerikaner und Hispanoamerikaner) seien zwar häufiger von polizeilicher Gewaltanwendung betroffen als Weiße, dass es aber nicht wahrscheinlicher sei, dass sie von der Polizei erschossen würden als Weiße. Mehrere Wissenschaftler wie James Heckman und Steven Durlauf kritisierten die Studie, da die Datenerhebung fehlerhaft sei.

## Artikel (Auswahl)
- Fryer, Roland G., Steven Levitt (2004): Understanding the Black-White Test Score Gap in the First Two Years of School, in: The Review of Economics and Statistics, Vol. 86, Nr. 2, S. 447–464.